# Argyrochlamys erythreus
Argyrochlamys erythreus är en tvåvingeart som beskrevs av Grichanov 2004. Argyrochlamys erythreus ingår i släktet Argyrochlamys och familjen styltflugor.
Artens utbredningsområde är Eritrea. Inga underarter finns listade i Catalogue of Life.